# Lactoria diaphana
Lactoria diaphana is een straalvinnige vis uit de familie van de koffervissen (Ostraciidae). De wetenschappelijke naam van de soort is, als Ostracion diaphanus, voor het eerst geldig gepubliceerd in 1801 door Marcus Elieser Bloch & Johann Gottlob Schneider.

## Type
- holotype: ZMB 6815

## Synoniemen
- Ostracion brevicornis Temminck & Schlegel, 1850[4]
- Lactoria schlemmeri Jordan & Snyder, 1904[5]

## Verspreiding
Zuidoosten van de Atlantische Oceaan, bij Zuid-Afrika, Indopacifisch gebied, westelijk langs de hele oostkust van Afrika, Mauritius, oostelijk tot Hawaï en de Cookeilanden, noordelijk tot aan Japan, zuidelijk tot West-Australië, New South Wales, Lord Howe-eiland, Norfolkeiland en de Kermadeceilanden, het noorden van Nieuw-Zeeland en Tonga; verder langs de westkust van Amerika van het zuiden van Californië tot Peru.